# Magnetic Man
Magnetic Man to trio składające się ze znanych w środowisku dubstepu producentów i DJ-ów: Bengi, Skreama i Artworka.
Panowie po raz pierwszy spotkali się jeszcze w latach 90., w słynnym sklepie Big Apple Records. Wspólnie występowali używając trzech komputerów z przygotowanymi samplami. Prowadzili imprezy serwując zarówno własne wspólne produkcje, solowe nagrania, jak i remiksy. Występom tria często towarzyszyły wizualizacje Novak Collective.

## Dyskografia

### Albumy
| Rok  | Dane dot. albumu | Pozycje na listach przebojów | Pozycje na listach przebojów |
| Rok  | Dane dot. albumu | UK                           | BEL (FLA)                    |
| ---- | --- | ---------------------------- | ---------------------------- |
| 2010 | Magnetic Man - Wydany: 11 października 2010 - Wytwórnia: Columbia Records - Format: CD, digital download, płyta gramofonowa | 5                            | 60                           |

### EP
| Rok  | Album                                                                                                  |
| ---- | --- |
| 2009 | The Cyberman - Wydany: 30 marca 2009 - Wytwórnia: Magnet - Format: Digital download, płyta gramofonowa |

### Single
| Rok  | Utwór                                 | Pozycje na listach przebojów | Pozycje na listach przebojów | Pozycje na listach przebojów | Pozycje na listach przebojów | Album        |
| Rok  | Utwór                                 | UK                           | BEL (FLA)                    | BEL (WAL)                    | DEN                          | Album        |
| ---- | ------------------------------------- | ---------------------------- | ---------------------------- | ---------------------------- | ---------------------------- | ------------ |
| 2010 | "I Need Air" (feat. Angela Hunte)     | 10                           | 27                           | –                            | 13                           | Magnetic Man |
| 2010 | "Perfect Stranger" (feat. Katy B)     | 16                           | –                            | –                            | –                            | Magnetic Man |
| 2011 | "Getting Nowhere" (feat. John Legend) | 65                           | –                            | –                            | –                            | Magnetic Man |
| 2011 | "Anthemic" (wraz z P Money)           | 50                           | –                            | –                            | –                            | Magnetic Man |

### Inne notowane utwory
| Rok  | Utwór                       | Pozycje na listach przebojów | Pozycje na listach przebojów | Album        |
| Rok  | Utwór                       | UK                           | UK DAN                       | Album        |
| ---- | --------------------------- | ---------------------------- | ---------------------------- | ------------ |
| 2010 | "Crossover" (wraz z Katy B) | 114                          | 19                           | Magnetic Man |

### Inne utwory
| Rok  | Utwór                        | Album                               |
| ---- | ---------------------------- | ----------------------------------- |
| 2007 | "Soulz" (Benga Remix)        | Dubstep Allstars: Volume 5          |
| 2007 | "Alright, What's Happening?" | Dubstep Allstars: Volume 5          |
| 2007 | "Ligma"                      | Dubstep Allstars: Volume 5          |
| 2008 | "Ligma VIP"                  | Mary Anne Hobbs presents Evangeline |